# Chiesa di San Giovanni Battista dei Celestini
La Chiesa di San Giovanni Battista dei Celestini è un luogo di culto cattolico di Bologna. La chiesa si trova nel pieno centro storico, all'angolo tra l'omonima piazza e via Massimo d'Azeglio, in una zona totalmente pedonale. Fa parte del Vicariato "Bologna Centro" e della Zona Pastorale "San Pietro".

## Storia
La congregazione dei celestini, fondata da Pietro da Morrone divenuto poi Papa con il nome di Celestino V, si era stabilita a Bologna nel 1368. I monaci erano stati invitati da Antonio di Ubaldino Galluzzi, nobile, la cui famiglia possedeva un gruppo di edifici in zona (da cui il moderno nome di Corte de' Galluzzi). Il monastero e la prospiciente Chiesa vennero dedicati a San Giovanni Battista.
La Chiesa, il monastero ed il campanile subirono importanti lavori di espansione e ristrutturazione nel 1500 (la Chiesa nel 1524-1554, il monastero negli anni 1560-1561 ed infine il campanile nel 1580), ma la forma attuale è dovuto ad un intervento settecentesco ad opera di Carlo Francesco Dotti e Francesco Tadolini.
Soppressi i Celestini nel 1797, la Chiesa divenne parrocchiale e rimase autonoma fino al 1806, quando divenne sussidiale del SS. Salvatore.
Il Convento avrebbe dovuto essere ampliato più volte, in particolare per ospitare la sala di riunione del consiglio dei Trenta ed invece rimase nella sede attuale. Nel settembre 1798 nel convento fu trasferita l'amministrazione del gioco del Lotto. In seguito ospitò l'ufficio del Registro, il bureau dei coscritti, l'archivio delle corporazioni religiose soppresse.
Fu rimaneggiato a metà ottocento per ospitare la scuola di applicazione degli Ingegneri. Oggi è sede dell'Archivio di Stato.
La chiesa dei Celestini fu sede parrocchiale fino al 1987, anno in cui fu soppressa divenendo Rettoria, attuale titolo del tempio. Il suo territorio venne smembrato ed aggregato a quello delle parrocchie confinanti.

## Descrizione

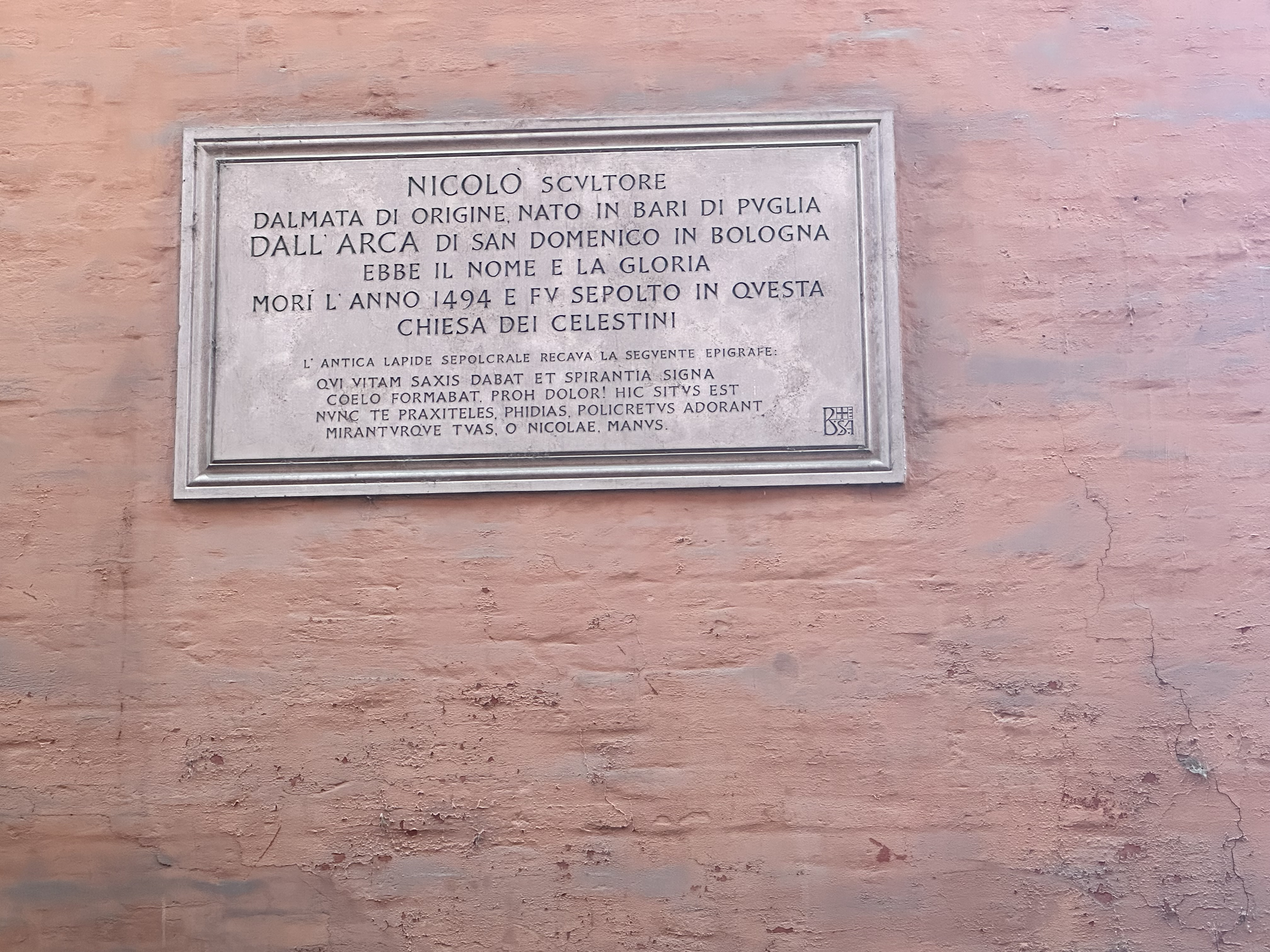
Lapide commemorativa di Nicolò dell'Arca

La facciata presenta due registri, tripartita ed è conclusa da un timpano con cippo sommitale e croce metallica. Ha pianta longitudinale ed aula unica con quattro cappelle per lato e un presbiterio coperto da una volta a vela. L'interno è sontuoso, con rivestimenti in marmo e affreschi; l'esterno è intonacato, presenta alzati color rosso mattone e nervature architettoniche giallo paglierino, secondo la tradizione degli edifici religiosi bolognesi costruiti (o ristrutturati) nel XVIII secolo.
All'interno, nella volta affreschi di Giacomo Antonio Boni e Giacinto Garofalini. Nella Sacrestia è presente una pala di Lorenzo Sabbatini.
All'interno della Chiesa fino a tempi recenti era conservata la tomba di Niccolò dell'Arca, scultore di origine pugliese che fu molto attivo a Bologna nel XV secolo; è stata tuttavia trasferita alla Certosa di Bologna in coincidenza con la soppressione della parrocchia. Sulla facciata laterale destra è presente tuttavia una lapide commemorativa dello stesso scultore.
Il bel campanile gugliato, purtroppo invisibile dalle strade vicine (lo si può intravedere unicamente da piazza del Nettuno, guardando nella direzione di via D'Azeglio) è opera dell'architetto Tommaso Martelli. Nella cella campanaria, ornata da belle bifore purtroppo in gran parte murate, è alloggiato un modesto concerto di 4 campane in tono maggiore della fonderia Prospero Barigozzi di Milano, montato e suonabile "alla bolognese", su incastellatura in legno.